# 電信第28連隊
電信第28連隊（でんしんだい28れんたい）は、1944年（昭和19年）3月に編成された、大日本帝国陸軍の電信連隊である。

## 沿革
- 1944年（昭和19年）2月16日 -  陸軍中佐矢部長武（東京陸軍少年通信兵学校生徒隊長、陸士32期工兵科）が電信第28連隊長に、陸軍大尉伊藤正夫（電信第4連隊中隊長、陸士53期工兵科）が電信第28連隊無線隊長に補される。
- 3月６日 - 軍令陸甲第12号により編成下令、編成業務着手。
- 3月13日 - 神奈川県相模原町電信第1連隊補充隊にて編成完結（本部材料廠、有線6箇中隊、無線隊）｡ 連隊長以下2,029名（将校54名、准士官5名、下士官154名、兵1,816名）。

- 3月19日 - 相模原町出発。
- 3月22日 - 門司出帆（輸送指揮官　伊藤正夫大尉）。
- 3月23日 - 釜山上陸。
- 3月25日 - 鮮満国境（安東）通過。
- 3月27日 - 満支国境（山海関）通過、支那派遣軍総司令官の隷下に入る。
- 4月11日 - 第11軍司令官の指揮下に入る。
- 4月18日 - 漢口に到着。
- 5月  1日～25日 - 作戦通信に任ず。
- 5月10日 - 武漢防衛軍司令官の指揮下に入る。
- 5月28日～20年2月28日 - 湘桂作戦通信に任ず。
- 7月  1日 - 陸軍少尉　小山貞治（陸士57期）が 電信第28連隊附に補される。
- 7月24日 - 第34軍司令官の隷下に入る。
- ９月16日 - 第6方面軍司令官の隷下に入る。
- 12月16日 - 現役兵（昭19徴）583名現地入営。
- 昭和20年1月27日 - 416名は漢口連隊本部に現地入営のため輸送中、揚子江上（湖口付近）にて触雷により沈没。生存者は167名。
- 2月26日～8月14日 - 武漢防衛作戦通信に任ず。
- 3月16日 - 電信第28連隊附伊藤正夫大尉、補防衛総司令部附。
- 4月16日～4月28日 - 襄西地区作戦通信に任ず。
- 昭和21年3月24日 - 第5中隊（月隊）長酒井大尉以下286名復員帰還のため揚子江出帆。
- 4月22日 - 第1中隊（松隊）長石田大尉以下210名復員帰還のため漢口出帆。
- 5月15日 - 第3中隊（梅隊）長高橋大尉以下190名、第6中隊（花隊）長河口大尉以下186名、材料廠（地隊）長大久保大尉以下83名復員帰還のため漢口出帆。
- 5月16日 - 第2中隊（竹隊）長肥田大尉以下197名復員帰還のため漢口出帆。
- 5月17日 - 第4中隊（雪隊）長福住大尉以下197名復員帰還のため九江出帆。
- 5月25日 - 連隊本部坂部大尉以下205名、無線隊（波隊）長辰巳大尉以外の237名復員帰還のため漢口出帆（連隊長、無線隊長は中国側要求により残留）。
- 6月16日 - 上海出帆。
- 6月27日 - 内地上陸。
- 6月29日 - 復員式挙行解散。

## 歴代連隊長
- 連隊長　矢部長武 中佐（陸士32期）